# 한국교회
한국교회(Korea Church)란 일반적으로 한국의 개신교 교회를 일컫는 용어이다. 한국교회는 한국의 로버트 저메인 토마스(1840년 ~ 1866년) 선교사를 시작으로(1866년 9월 2일경 순교) 미국의 선교사들의 전도를 통하여 장로교, 감리교, 성결교, 침례교, 순복음교회로 나누어 진다. 1885년 언더우드에 의해서 장로교회가 시작되었고, 아펜젤러에 의해서 감리교회가 한국에서 태동되었다. 2020년 이후 위기속에 있는 한국교회는 다음세대를 위한 준비가 요구되고 있다.

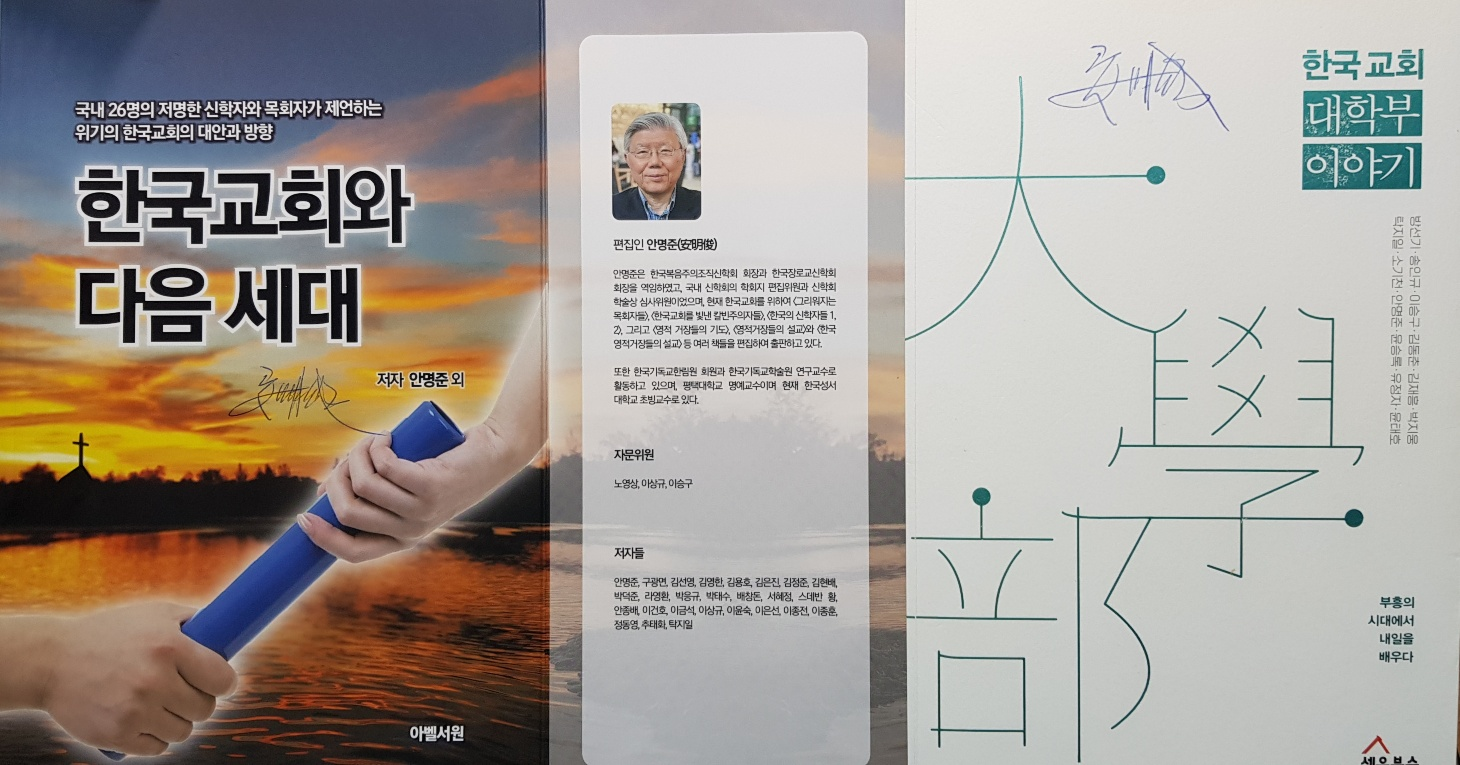
한국교회와 다음세대

## 선교사입국을 통한 한국 기독교 선교 시점
한국 기독교 선교의 기점에 대해 일부는 로버트 S. 매클레이 선교사가 1884년 7월 고종에게 선교 허가를 받은 시점이나, 같은 해 9월 호러스 N. 알렌 선교사의 입국을 기준으로 본다. 반면, 호러스 G. 언더우드와 헨리 G. 아펜젤러 선교사가 1885년 4월에 조선에 입국한 시점을 기준으로 보는 의견도 있다. 서양 선교사의 조선 입국 과정은 다음과 같다. 1882년 조선은 미국과 체결한 한미수호통상조약을 계기로 이듬해 민영익 등을 포함한 보빙사(견미사절단)를 미국에 파견했다. 이들은 미국 샌프란시스코에 도착해 워싱턴으로 가는 기차 안에서 미국 감리교 선교 지도자인 존 가우처 박사를 만났다. 3일간의 대화 끝에 가우처 박사는 조선 선교를 결심, 같은 해 11월 미 감리교 선교부에 5,000달러를 기부하면서 요청한 조선 선교본부 개설이 공식 의결됐다.
이후 1884년 1월, 가우처 박사는 당시 일본 주재 미 감리교 선교사였던 로버트 S. 매클레이 목사에게 조선 선교를 요청했다. 그해 6월 매클레이 목사는 조선을 방문해 김옥균을 통해 고종에게 교육과 의료 선교를 요청하는 친서를 전달했고, 7월에 선교 허가를 받았다. 이후 매클레이 목사는 요코하마에 조선 전도위원회를 설치했다. 같은 해 9월, 미 북장로교 소속의 알렌 선교사가 조선에 입국해 외교관 신분으로 활동하며 한국 최초의 의료 선교를 시작했다. 이듬해 4월에는 요코하마 조선 전도위원회에서 한국어 학습차 체류 중이던 미 북장로교 언더우드와 미 감리교 아펜젤러 선교사가 조선에 입국해 본격적인 선교 활동을 전개했다. 기독교대한감리회(기감) 측에선 매클레이 목사가 고종으로부터 선교 윤허를 받은 1884년 7월이 한국 기독교 선교의 시작이라는 주장이 나온다. 이것이 알렌·아펜젤러·언더우드의 선교 활동을 위한 밑거름 역할을 했다는 이유에서다. 반면, 이상규 고신대 명예교수(역사신학)는 알렌 선교사가 1884년 9월 미국 북장로교 파송 선교사로 조선에 입국한 시점을 기준으로 삼아야 한다고 주장하며, 이는 매클레이의 조선 방문이 선교보다 조선 내 선교 가능성 타진을 위해 체류 기간이 2주에 불과한 것이었기 때문이라고 설명했다. 최영근 장신대 교수(역사신학)는 1885년 언더우드와 아펜젤러가 목사 신분의 최초 복음 전도자로서 조선에 입국한 시점을 한국 기독교 선교의 시작으로 보는 견해가 있다면서도, 제중원을 설립해 의료 선교 활동에 헌신한 알렌의 조선 입국을 기준으로 봐야 한다고 설명했다. 안인섭 총신대 교수(역사신학)는 의료 선교 또한 복음 전도의 중요한 축임을 강조하며, 알렌의 입국을 한국 기독교 선교의 시작으로 보는 것이 합리적이라는 입장을 밝혔다.

## 일제 시대
일제의 신사참배 강요로 한국교회는 수난을 겪게되고 많은 순교자를 배출하게 되었다. 일제의 핍박에서도 한국교회는 천년왕국에 근거한 재림사상으로 현실의 고난을 극복하였다.

## 한국교회의 부흥
1970년대 경제성장과 더불어 한국교회는 전도와 선교에 부흥기를 맞이하였다.
이때 대형교회들이 탄생되었다.

## 한국교회의 문제점
한국교회의 문제점이 학자들에 의해서 제시되었다. 대표적인 문제점들은 이원론 사상, 샤머니즘, 개 교회주의, 대형교회, 목회자 윤리, 로마카톨릭교회로 복귀하는 현상등으로 제시되고 있다.
교회의 도덕적 문제와 목회자들의 윤리적 사건들이 한국교회에 큰 치명적 손실로 볼 수 있다. 평택대 안명준 교수는 한국복음주의조직신학회가 펴낸 <조직신학 연구>(2003 봄·여름)에 실린 ‘한국 교회의 문제점이라는 글에서 교회의 외형적인 대형화를 제시하였다.
그는 “대체로 한국 교회는 세속적이고 인위적인 방법으로 대형화하려는 시도가 이어져 왔다”고 전제하고, “맥가브란의 교회성장 이론과 미국의 상업주의, 실용주의 철학의 영향을 받아 대형화되는 교회는 초대 교회의 순수했던 모습과 올바른 교회의 본질에서 멀어지고 있다”고 진단했다. 한마디로 교회 성공의 요건으로 양적 성장에 매달리고 있다고 한다.
이어서안 말하기를 “대형교회는 주변의 작은 교회의 생존을 위협하고 초년 교역자들에게 목회의 희망을 꺾었으며 기독교 공동체의 일치성을 손상시켰다”며 “대형교회 목사들은 겸손하고 섬기는 종의 모습이 아니라 재벌 기업의 회장처럼 행세한다”고 한다. 이상규 교수는 "성직자의 과대 배출과 성직 교육의 부실"이 현 한국교회의 가장 큰 문제라고 지적한다.
신학적 문제로 번영신학에 대한 비판이 최근에 여러 학자들에 의해 대두되고 있다. 번영신학은 한국교회의 세속화의 시작이라고 평가한다.

## 한국교회와 다음세대
안명준 교수는 저출산과 젊은 세대의 낮은 교회 출석률을 보면 한국교회의 앞날을 염려하지 않을 수 없다”며 “한국교회에 주어진 중요한 임무는 소중한 신앙의 전통을 다음세대에 계승하는 일”이라고 했다. 그는 “다음세대를 위한 말씀의 능력이 기성세대를 통해 실천돼야 한다. 사회와 교회가 변혁되도록 사명을 다해야 한다”고 강조했다.

## 한국교회의 미래
인구감소로 인하여 성도들의 감소가 이어지고 있는 점에서 교회도 어려움을 겪고 있다. 노령화된 한국교회가 미래는 젋은 세대들이 어떻게 부흥적인 한국교회의 저력을 되살릴수 있는가에 관건이 달려있다. 이승구 교수는 이 시대에서 종교개혁이란 성경이 말하는 대로 믿고, 성경이 말하는 대로 예배 드리고, 성경이 말하는 대로 사는 것이라고 한다.

## 청년대학부의 미래
오늘날 대학 청년부의 젊은이들이 고난과 절망 속에서도 하나님을 발견하고 기도하며 말씀을 따라가는 성경적 크리스천이 되도록 알려 주는 것이다. 이런 현실적 문제의 해결을 위하여 교회와 청년사역자들은 문화와 직업에 대한 바른 원리와 성경적 세계관을 강조할 필요가 있다. 안명준 교수는 청년사역을 위하여 그리스도와 성경, 그리고 기독교 문화와 기독교 세계관을 강조해야 할것 주장한다.

## 한국교회와 다음세대
안명준 교수는 한국교회와 다음세대를 위한 중요한 주제로서 기독교 교육, 교회의 변화와 역할 모색, 젊은 세대와의 소통 강화,  기독교 인성교육, 개혁신앙 교육, 세계관 교육, 기독교문화유산체험, 이단대처 등이다.

## 같이 보기
- 한국교회와 다음세대
- 번영신학